# Маунт Плезант Милс (Пенсилванија)
Маунт Плезант Милс (енгл. Mount Pleasant Mills) насељено је место без административног статуса у америчкој савезној држави Пенсилванија.

## Демографија
По попису из 2010. године број становника је 464, што је 122 (35,7%) становника више него 2000. године.
| Група             | 2000.       | 2010.       |
| Белци             | 341 (99,7%) | 456 (98,3%) |
| Афроамериканци    | 0 (0,0%)    | 2 (0,4%)    |
| Азијати           | 0 (0,0%)    | 0 (0,0%)    |
| Хиспаноамериканци | 0 (0,0%)    | 0 (0,0%)    |
| Укупно            | 342         | 464         |